# 마리아 호세
마리아 호세(María José, 1976년 1월 12일 ~ )는 멕시코의 싱어송라이터이다.